# Morje
Mórje, ki ga lahko poimenujemo tudi svetovni ocean ali enostavno ocean, je povezano telo slane vode, ki pokriva več kot 70% zemeljske površine. Beseda morje pomeni tudi manjši del s kopnim omejenega oceana. Izraz se pogosto uporablja tudi za velika, običajno slana jezera, npr. Kaspijsko jezero, ki mu včasih rečejo tudi »Kaspijsko morje« ali Mrtvo morje, ki je tudi jezero na kopnem.  
Svetovno morje delimo na tri velike oceane, na Tihega ali Pacifiškega, Atlantskega in Indijskega, ki zavzemajo Tihi 50%, Atlantski 26% in Indijski 21% površine, ter dva manjša - Severno ledenega ali Arktičnega ter Južnega ali Antarktičnega, ki zavzemata Arktični 4% in Antarktični 6% površine.  
Manjši deli morja, ki se zajedajo v kontinente, so zalivi in prelivi. So različnih oblik in velikosti (fjordi, estuariji, lagune, lijaki). Estuariji so deli plitvega obalnega morja, kjer se zaradi prisotnosti površinske vode (navadno izlivov rek) morska voda meša s sladko vodo s kopnega - somornica. To so območja pomembnih ekosistemov. Morski prelivi so naravne zožitve med dvema obalama (Bospor, Gibraltar) ali umetno narejeni prekopi (Panamski, Sueški). 
Glede na lego (na robu kopnega ali med dvema celinama), globino in tip obale ločimo: 
- polarna (Vzhodnosibirsko, Škotsko...)
- robna (Barentsovo, Rumeno, Ohotsko),
- sredozemska (Sredozemsko, Mehiški zaliv, Severno ledeno morje) in
- medotoška (Koralno morje) morja.

Morje pomembno vpliva na podnebje in ima pomembno vlogo v vodnem krogu, kroženju vodika in dušika v zemeljski atmosferi. Predstavlja 96,5% svetovnih vodnih virov. Morska voda ni neposredno primerna za človekovo rabo (pitna in namakalna voda) zaradi visoke vsebnosti soli okoli 3,5% . Natrijev klorid je najpomembnejša snov, raztopljena v morski vodi, vsebuje pa tudi soli magnezija, kalcija, kalija in veliko drugih elementov v zelo majhnih količinah. Slanost morja se razlikuje glede na globino, nižja je na površini in ob ustju rek, višja pa v globljih plasteh, pri tem pa se relativna slanost morske vode na zemeljski površini le malo razlikuje. Pomembne spremembe v kemijski sestavi morske vode pa se dogajajo zaradi sprememb vrednosti pH  - zakisljevanje morja. 
Vetrovi, ki pihajo nad površino morja, povzročajo valove, ki se razlivajo, ko dosežejo plitvo vodo oziroma kopno. Vetrovi vplivajo tudi na nastanek počasnega, vendar stalnega gibanja površinskih slojev morske vode. Smer gibanja površinskega toka je odvisna od oblike kopnega in sile zemeljskega kroženja - Coriolisov efekt. Gibalo kroženja globljih plasti oceanov je razlika v temperaturi morske vode ob zemeljskih polih in ekvatorju. 
Morski habitati in ekosistemi v osončenih plasteh in v velikih globinah (abisalna cona) morja, kakor tudi v mrzlih arktičnih predelih in na koralnih grebenih tropskih morij zagotavljajo življenje in obstoj zelo raznovrstnih organizmov od virusov, bakterij, alg, rastlin, gljiv do živali. Razvoj večine danes prevladujočih skupin organizmov se je verjetno pričel v morju. 
Morje zagotavlja človeku velike količine hrane: rib, školjk, morskih rastlin, pridobljenih iz naravnega okolja ali umetno gojenih. Morja so tudi pomembne transportne poti, nahajališča rudnin, vir energije, pomembno vlogo imajo za vojaške namene, so pa tudi okolje za turistične aktivnosti (kopanje, potapljanje, surfanje, jadranje). 
Morje ima pomembno mesto tudi v zgodovini in kulturi. Je predmet mitoloških (Scila in Karibda) in zgodnjih literarnih del (Homerjev Odisej), mnogih slikarskih del, filmskih in gledaliških del ter klasične in sodobne glasbe. 
Pravico plovbe in druge rabe morij in morskih dobrin ter s tem povezanih mednarodnih dogovorov in pravil ravnanja obravnavajo mednarodne konvencije in mednarodne pogodbe, ki so pomemben del mednarodnega prava .

## Gibanje morja
Gibanje morske vode je lahko posledica gravitacijske sile Lune - plimovanje, delovanja vetrov - valovanje, sprememb zračnega tlaka in temperaturnih razlik - morski tokovi, vetra in temperaturnih razlik v stolpcu morske vode - "upwelling", tektonskih premikov morskega dna, potresnih sunkov, izbruhov podvodnih vulkanov, padcev meteoritov -cunami, podnebnih sprememb oziroma dviga povprečne letne temperature na Zemlji, ki povzroča taljenje ledu na polih in posledično dvigovanje gladine svetovnih morij.

### Plimovanje
Za vsa morja je značilno plimovanje (bibavica). Plimovanje, pomeni na splošno dvigovanje-plima in padanje- oseka gladine morja, ki se zgodi dvakrat dnevno zaradi gravitacijske sile Lune in v manjši meri Sonca. Plimovanje je lahko zelo veliko v zalivih in ob izlivih rek. V nekaterih regijah je razlika med plimo in oseko lahko do 20 m, na obali Severnega morja približno 2 m, v zahodnem Baltskem morju največ 40 cm in v vzhodnem Baltskem in Sredozemskem je komaj opazna. Odločilno za višino bibavice ni le površina vodne mase, temveč tudi možnosti gibanja vode.

### Valovanje
Valovanje nastane zaradi premikanja vode v vertikalni smeri, ki ga povzroči veter. Od vrste in jakosti vetra ter oblike morskega dna je odvisno, kakšni bodo valovi. Stalni veter povzroča enakomerne dolge valove, sunkovit veter pa kratke in odsekane. Valovi preoblikujejo obale. Najvišji valovi so v plitvejših morjih in ne na odprtih oceanih. Največji do sedaj zabeležen val je bil visok 34 m. Višina valov je odvisna od:
- hitrosti vetra,
- trajanja vetra,
- razdalje, ki jo je val že prepotoval,
- oblike morskega dna.

Posebna vrsta valov, katerih velikost je odvisna od velikosti vodne mase, ki se premika so cunamiji.

### Morski tok
Morski tok je gibanje velike količine morske vode. Tokovi nastajajo zaradi: razlik v temperaturi in slanosti morske vode, stalnih vetrov, sprememb v zračnem tlaku in plimovanja. Na severni polobli se tokovi usmerjajo v desno, na južni pa v levo. Poznamo tople in hladne morske tokove. Zelo vplivajo na razvoj podnebja.

## Morsko dno
Morsko dno je del zemeljske litosfere in obsega 71% površine planeta. Morsko dno se nahaja na poprečni globini 3,8 km. Položna območja na dnu oceanske globine se imenujejo Abisalna ravnina in obsegajo okoli 40% površine. Na podlagi batimetričnih posnetkov morskega in oceanskega dna je ugotovljeno, da je približno 50% morskega dna na globini približno 4000 do 5000 m. Na morskem dnu so tudi grebeni, gore, razpoke, jarki in kanali. Nastajajo s premikanjem tektonskih plošč in pojavi podvodnih vulkanskih izbruhov. Največje gorovje v oceanih je srednji oceanski greben, in je s 60.000 km najdaljše neprekinjeno gorovje na zemlji. Teče okoli Zemlje. Srednje atlantski hrbet je daljši kot 15.000 km. V nekaterih krajih so na morskem dnu ozki, podolgovati, globokomorski jarki, ki so do 40 km široki in globoki v poprečju do 6 km. Tu so izmerjene največje globine dna oceanov. Največja izmerjena globina sega do 11.022 m v globino (Marianski jarek - globina 10.920 m).

## Lastnosti morja

### Slanost morja
| Element    | ‰vode (po masi) | ‰vode (po masi) | % skupno | % skupno |
| ---------- | --------------- | --------------- | -------- | -------- |
| Klorid     | 19              | ,3              | 55       | ,0       |
| Natrij     | 10              | ,8              | 30       | ,6       |
| Sulfat     | 2               | ,7              | 7        | ,7       |
| Magnezij   | 1               | ,3              | 3        | ,7       |
| Kalcij     | 0               | ,41             | 1        | ,2       |
| Kalij      | 0               | ,40             | 1        | ,1       |
| Bikarbonat | 0               | ,10             | 0        | ,4       |
| Bromidi    | 0               | ,07             | 0        | ,2       |
| Karbonat   | 0               | ,01             | 0        | .05      |
| Strontium  | 0               | ,01             | 0        | ,04      |
| Borat      | 0               | ,01             | 0        | ,01      |
| Fluorid    | 0               | ,001            | < 0      | .01      |
| Drugo      | < 0             | ,001            | < 0      | ,01      |

V morski vodi so raztopljene različne snovi. Največ je natrija in klora, ki tvorita kuhinjsko sol, sledijo magnezij, kalcij in kalij. Vsi skupaj predstavljajo 90% raztopljenih snovi v morski vodi. Morska voda ima razmeroma enotno slanost, povprečje je 35 promilov. Bolj zaprta morja kot na primer Sredozemlje ima 38 promilov. Slanost se poveča, če je izhlapevanje zelo močno in količina vode relativno majhna. Slanost je manjša, kjer obstajajo večji pritoki sladke vode (reke).
Razporeditev slanosti morske vode na površini prikazujejo izohalinale. To so črte, ki povezujejo dele morja z enako slanostjo. Površinska slanost se spreminja z geografsko širino, količino padavin in izhlapevanjem.

### Barva morja
Barva morja je odvisna od količine sprejete in razpršene sončne energije, globine morja in rastlinstva na dnu ter kamninske podlage. Barvo morja spreminjajo mikroorganizmi, razni delci in druge snovi, ki morje obarvajo v določeno barvo. Sinje modro morje je tisto v katerem je malo rastlinskih mikroorganizmov. Zelena voda je znak, da je v vodi velika prisotnost planktona, ki odbija zeleno svetlobo, ker je ne potrebuje za razvoj.
Barvo morja določa tudi onesnaženost.

### Prozornost morja
Na prozornost morja vplivajo mnoge biološke in kemične značilnosti morja, vreme in temperatura. Kalnost je na primer posledica muljastega in drobno peščenega dna plitvega morja. Voda bogata s planktonom ni prozorna, ob jasnem vremenu je morje bolj prozorno kot ob deževnem, topla in slana morja so bolj prozorna.

### Temperatura morja
Morje dobiva največ energije od sonca. Ta je največja v tropskem pasu. Segreva in ohlaja se najbolj zgornji sloj vode, v globino se temperatura spreminja le z vertikalnimi tokovi.

## Naravne značilnosti morskih voda

### Fizikalne in kemijske lastnosti
Fizikalne in kemijske lastnosti opisujejo:
- topografija in batimetrija morskega dna,
- letni in sezonski temperaturni režim ter ledena prevleka, hitrost tokov, navpični tok morske vode (apveling), izpostavljenost valovom, značilnosti mešanja, prosojnost, zadrževalni čas,
- prostorska in časovna porazdelitev slanosti,
- prostorska in časovna porazdelitev hranil:
  - raztopljeni anorganski dušik DIN
  - celokupni dušik TN
  - raztopljeni anorganski fosfor DIP
  - celokupni fosfor TP
  - celokupni organski ogljik TOC in kisik

### Habitatni tipi
Lastnosti habitatnih tipov se opisuje glede na:
- prevladujoči habitatni tip morskega dna in vodnega stolpca z opisom fizikalnih in kemijskih lastnosti, kakor so globina, temperaturni režim vode, tokovi in druga gibanja vode, slanost, zgradba in substratna sestava morskega dna,
- prepoznavanje in določanje posebnih habitatnih tipov, še zlasti tistih, določenih na podlagi predpisov in mednarodnih konvencij s področja ohranjanja narave, ali tistih, ki so pomembni za znanost ali biotsko raznovrstnost,
- habitate na območjih, ki zaradi svojih značilnosti, kraja ali strateškega pomena potrebujejo posebno navedbo zaradi  posebnih ali pomembnih obremenitve, ali območja, ki potrebujejo poseben režim varstva.

### Biološke lastnosti
Biološke lastnosti so opisane z:
- opisi življenjskih združb, povezanih s prevladujočimi habitati morskega dna in vodnega stolpca, ki vključuje informacije o fitoplanktonskih in zooplanktonskih združbah, vključno z vrstami ter sezonsko in geografsko spremenljivostjo,
- informacijami o kritosemenkah, makroalgah in bentoških nevretenčarjih, vključno z vrstno sestavo, posameznimi živalskimi vrstami, biomaso in letno/sezonsko spremenljivostjo,
- prikazom informacije o sestavi populacije rib, vključno s številčnostjo, območjem razširjenosti in zgradbo starosti ali velikosti populacije,
- opisi populacijske dinamike, naravnega in dejanskega območja razširjenosti ter statusa vrst morskih sesalcev in plazilcev, ki živijo v tej morski regiji ali podregiji,
- opisi dinamike populacije, naravnega in dejanskega območja razširjenosti ter statusa vrst morskih ptic, ki živijo v morski regiji ali podregiji,
- opisi dinamike populacije, naravnega in dejanskega območja razširjenosti ter statusa drugih vrst, ki živijo v morski regiji ali podregiji v skladu s predpisi, ki urejajo ohranjanje narave, ali mednarodnimi sporazumi,
- seznami časovnega pojavljanja, številčnosti in prostorske porazdelitve tujerodnih vrst ali po potrebi genetsko ločenih oblik avtohtonih vrst, ki živijo v morski regiji ali podregiji.

### Druge značilnosti
Druge značilnosti morskega okolja opišemo z:
- opisi stanja glede kemikalij, vključno z nevarnimi kemikalijami, onesnaženostjo sedimentov, kontaminiranimi območji, težave z zdravjem in okužbe organizmov, zlasti tistih, namenjenih za prehrano ljudi;
- opisi katerih koli drugih lastnosti ali posebnosti, ki so značilne za morsko regijo ali podregijo.

## Deskriptorji kakovosti
Deskriptorji kakovosti opisujejo okoljsko stanje morskih voda glede na naravne značilnosti in obremenitve in vplive človekovih dejavnosti. Deskriptorji kakovosti so:
- Biotska raznovrstnost se ohranja, na kar kažejo podatki o kakovosti in navzočnosti habitatnih tipov ter razporeditev in številčnost vrst v skladu s prevladujočimi fiziografskimi, geografskimi in podnebnimi pogoji.
- Neavtohtone vrste, ki so posledica človekovih dejavnosti, so na ravneh, ki ne škodujejo ekosistemom.
- Populacije vseh rib in lupinarjev, ki se izkoriščajo v komercialne namene, so znotraj varnih bioloških meja in imajo takšno razporeditev starosti in velikosti populacije, ki je značilna za zdrav stalež.
- Vsi deli morskih prehranjevalnih verig so po razpoložljivih podatkih navzoči v normalnih količinah, so normalno raznoliki in na ravneh, ki lahko zagotavljajo dolgoročno številčnost vrst in ohranitev njihove polne sposobnosti razmnoževanja.
- Evtrofikacija, ki jo povzroča človek, in zlasti njeni škodljivi učinki, kakor so upad biotske raznovrstnosti, poslabšanje ekosistemov, škodljivo cvetenje alg in pomanjkanje kisika v spodnjih plasteh voda, so minimalni.
- Neoporečnost morskega dna je na ravni, ki zagotavlja zaščito zgradbe in nalog ekosistemov ter preprečuje škodljive vplive zlasti na bentoške ekosisteme.
- Trajna sprememba hidrografskih pogojev ne škoduje morskim ekosistemom.
- Koncentracije onesnaževal so na ravneh, ki ne povzročajo onesnaženosti.
- Onesnaževala v ribah in drugi morski hrani, namenjeni za prehrano ljudi, ne presegajo ravni, ki jih določajo predpisi s področja varstva okolja ali predpisi s področja zdravstvene ustreznosti živil.
- Lastnosti in količine morskih odpadkov ne škodujejo obalnemu in morskemu okolju.
- Vnos energije, vključno s podvodnim hrupom, je na vseh ravneh tak, da ne škoduje morskemu okolju.

Vrednotenje deskriptorjev in razvrščanje v kakovostne razrede se izvaja s pomočjo vrednostnih meril, ki se določijo za posamezno morsko regijo.

## Stanje morskega okolja
Stanje morskega okolja - »okoljsko stanje morja« se v skladu z najnovejšimi znanstvenimi utemeljitvami v okviru držav Evropske skupnosti ocenjuje za posamezno morsko regijo ali podregijo   na osnovi analize naravnih značilnosti morskega okolja  (fizikalno-kemijskih, bioloških in hidromorfoloških lastnosti in habitatnih tipov) ter deskriptorjev "dobrega okoljskega stanja" morskih voda. Stanje posameznih deskriptorjev značilnosti morskega okolja je odvisno od naravnih značilnosti ter obremenitev in vplivov človekovih dejavnosti v posamezni morski regiji. Stanje morskih voda se določi z uporabo meril kakovosti okoljskega stanja morskih voda za posamezno morsko regijo ali podregijo.

### Obremenitve in vplivi človekovih dejavnosti
Zaradi človekovih dejavnosti tako na kopnem kot na morju, je morje vse bolj onesnaženo, morski ekosisitemi pa ogroženi. Glavni onesnaževalci so: kmetijstvo, industrija, marikultura, pomorski promet, in komunalne odplake in odpadki iz obalnih naselij. Posebej problematična so nenadna onesnaženja z nafto, ki se dogaja tako na mestih črpanja kot na ladijskih transpornih poteh.

## Pomen za življenje
Morski primarni proizvajalci – rastline in mikroskopski organizmi v planktonu – so zelo razširjeni in zelo pomembni za ekosistem. Ocenjuje se, da polovico svetovnega kisika proizvede fitoplankton.  Veliko večje alge, splošno znane kot morske alge, so pomembne lokalno; Sargassum tvori plavajoče nanose, medtem ko alge tvorijo gozdove morskega dna. Cvetoče rastline v obliki morskih trav rastejo na "travnikih" v peščenih plitvinah, mangrove se vrstijo ob obali v tropskih in subtropskih regijah[89] in rastline, odporne na sol, uspevajo v redno poplavljenih slanih močvirjih.[90] Vsi ti habitati lahko vežejo velike količine ogljika in podpirajo biotsko raznovrstnost večjih in manjših živali.
Svetloba lahko prodre le do zgornjih 200 metrov, zato je to edini del morja, kjer lahko rastejo rastline Površinske plasti pogosto primanjkuje biološko aktivnih dušikovih spojin. Nekateri od teh procesov se odvijajo v globokih vodah, tako da je tam, kjer prihaja do dviga hladnih voda, in tudi v bližini estuarijev, kjer so prisotna hranila iz kopnega, rast rastlin večja. To pomeni, da so najbolj produktivna območja, bogata s planktonom in s tem tudi z ribami, predvsem obalna.
Morje je že od nekdaj eden od virov hrane. Ob obalah živi veliko ljudi, ki se preživljajo z ribolovom. Morja se uporabljajo za mednarodni prevoz blaga in ljudi. Pred izumom letala je bil edini način, da se je prišlo iz Evrope v Ameriko ali Avstralijo z ladjami po morju. Za razsute tovore in naftne derivate je še vedno najboljša izbira. Pomembno je tudi v turistični dejavnosti. V zadnjih desetletjih se izkorišča tudi za proizvodnjo električnega toka (energija plimovanja, morskih tokov). Morje je tudi vir pitne vode. S postopkom razsoljevanja nekatere sušne države pridobivajo to dragoceno tekočino. Zaloge nafte so na morskem dnu zelo velike. Od sedemdesetih let 20. stoletja se je izkoriščanje nafte in plina iz morskega dna zelo razmahnilo.

## Morske regije in podregije
Morske regije in podregije so deli morskega okolja pod suverenostjo ali pristojnostjo držav članic Evropske skupnosti, s primerljivimi ekosisitemskimi lastnostmi. 
Morske regije:
- Baltsko morje;
- Severovzhodni Atlantski ocean;
- Sredozemsko morje;
- Črno morje.

Podregije:
- v Severovzhodnem Atlantskem oceanu:
  - širše Severno morje, vključno s Kattegatom, in Rokavski preliv;
  - Keltsko morje;
  - Biskajski zaliv in iberska obala;
  - v Atlantskem oceanu, Makaroneška biogeografska regija, ki jo predstavljajo morske vode, ki obdajajo Azore, Madeiro in Kanarske otoke;
- v Sredozemskem morju:
  - zahodno Sredozemsko morje;
  - Jadransko morje;
  - Jonsko morje in osrednje Sredozemsko morje;
  - Egejsko-levatinsko morje.

## Seznam morij
| Atlantski ocean | Arktični ocean | Južni ocean | Indijski ocean | Tihi ocean | Morja obdana s kopnim                                               |
| --- | --- | --- | --- | --- | ------------------------------------------------------------------- |
| Baltsko morje - Arhipelaško morje - Botniško morje - Central Baltic Sea - Botniški zaliv - Finski zaliv - Riški zaliv - preliv Øresund - Ålandsko morje Sredozemsko morje - Egejsko morje - Mirtoon morje - Kretsko morje - Trakijsko morje - Jadransko morje - Alboransko morje - Balearsko morje - Katalonsko morje - Kilikijsko morje - Sidrski zaliv - Jonsko morje - Levantinsko morje - Libijsko morje - Ligursko morje - Sardinsko morje - Sicilsko morje - Tirensko morje Drugo - Argentinsko morje - Biskajski zaliv - Campečejski zaliv - Zaliv Fundy - Črno morje - Karibsko morje - Keltsko morje - Chesapeaški zaliv - Davisov preliv - Danski preliv - Dovrska vrata - Gvinejski zaliv - Mainski zaliv - Mehiški zaliv - Zaliv svetega Lovrenca - Venezuelski zaliv - Irsko morje - Labradorsko morje - Marmarsko morje - Severno morje - Norveško morje - Sargaško morje - Azovsko morje - Hebridsko morje - Vatsko morje | - Amundsenovo morje - Baffinov zaliv - Barentsovo morje - Beaufortovo morje - Čukotsko morje - Vzhodnosibirsko morje - Grenlandsko morje - Hudsonov zaliv - Jamesov zaliv - Karsko morje - Karska vrata - Morje Laptevov - Lincolnovo morje - Morej princa Gustava Adolfa - Pečorsko morje - Wandelovo morje - Belo morje | - Amundsen Sea - Bassov preliv - Bellinshausnovo morje - Cooperation Sea - Kosmonavtsko morje - Davisovo morje - D'Urvillovo morje - Drakov preliv - Velik avstralski zaliv - Zaliv svetega Vincencija - Morje kralja Haakona VII - Lazarevovo morje - Mawsonovo morje - Riiser-Larsenovo morje - Rossovo morje - Škotsko morje - Somovo morjejev zaliv - Weddellovo morje | - Andamansko morje - Arabsko morje - Bengalski zaliv - Adenski zaliv - Omanski zaliv - Lakadivsko morje - Mozambiški preliv - Perzijski zaliv - Rdeče morje - Timorsko morje | - Arafursko morje - Balijsko morja - Bandsko morje - Beringovo morje - Bismarckovo morje - Bohajsko morje - Boholsko morje (poznan tudi kot morje Mindanao) - Camotsko morje - Celebeško morje - Ceramsko morje - Čilsko morje - Chilojsko morje - Koralno morje - Vzhodnokitajsko morje - Floreško morje - Aljaški zaliv - Kalifornijski zaliv - Carpentarijski zaliv - Tajski zaliv - Halmahersko morje - Javsko morje - Korsko morje - Mar de Grau - Moluško morje - Filipinsko morje - Salish Sea - Savujsko morje - Japonsko morje - Ohotsko morje - Notranje morje Seto - Sibujansko morje - Salomonovo morje - Južnokitajsko morje - Sulujsko morje - Tasmanovo morje - Visajansko morje - Rumeno morje | - Aralsko jezero - Kaspijsko jezero - Mrtvo morje - Saltonsko morje |